# Packard Bell
Ne doit pas être confondu avec David Packard, Hewlett Packard ou automobiles Packard.
Packard Bell est une entreprise basée aux Pays-Bas, filiale du constructeur taïwanais Acer. Packard Bell distribue notamment des PC de bureau et des portables, des platines DivX de salon et des baladeurs MP3, principalement en Europe.

## Histoire
Packard Bell a été fondé en 1933 aux États-Unis par Leon S. Packard and Herbert A. Bell. C'était alors un fabricant de récepteurs de radios. Plus tard, l'entreprise a trouvé le succès dans l'industrie d'électronique militaire et le marché de télévision. Elle a également fabriqué les premiers ordinateurs, dont le plus célèbre, le PB 250, commercialisé en 1961, était l'un des derniers utilisateurs de lignes à retard magnétostrictives en tant qu'élément de sa mémoire. C'était également la dernière machine à se baser partiellement sur les conceptions originales de l'ordinateur pilote du C# de NPL d'Alan Turing. La société est devenue une filiale du conglomérat Teledyne Technologies en 1968.
L'entrepreneur Beny Alagem a racheté la marque en 1986, et l'a utilisée pour fonder un fabricant d'ordinateurs individuels bon marché. 
Packard Bell, après avoir été racheté par NEC (1996) puis Gateway (2006), fait partie d'Acer depuis septembre 2007. Le 27 février 2008, l'Union Européenne a donné son feu vert au rachat de la société par le constructeur taiwanais Acer.
Packard Bell n'est plus présent sur le marché américain, mais continue à être présent sur le marché européen (en 2005 3e position en termes de vente grand public).

### Identité visuelle (logo)

Logo de 1994 à 2003
Logo Packard Bell 2003-2009.

## Ordinateur pour le grand public

### La gamme desPC

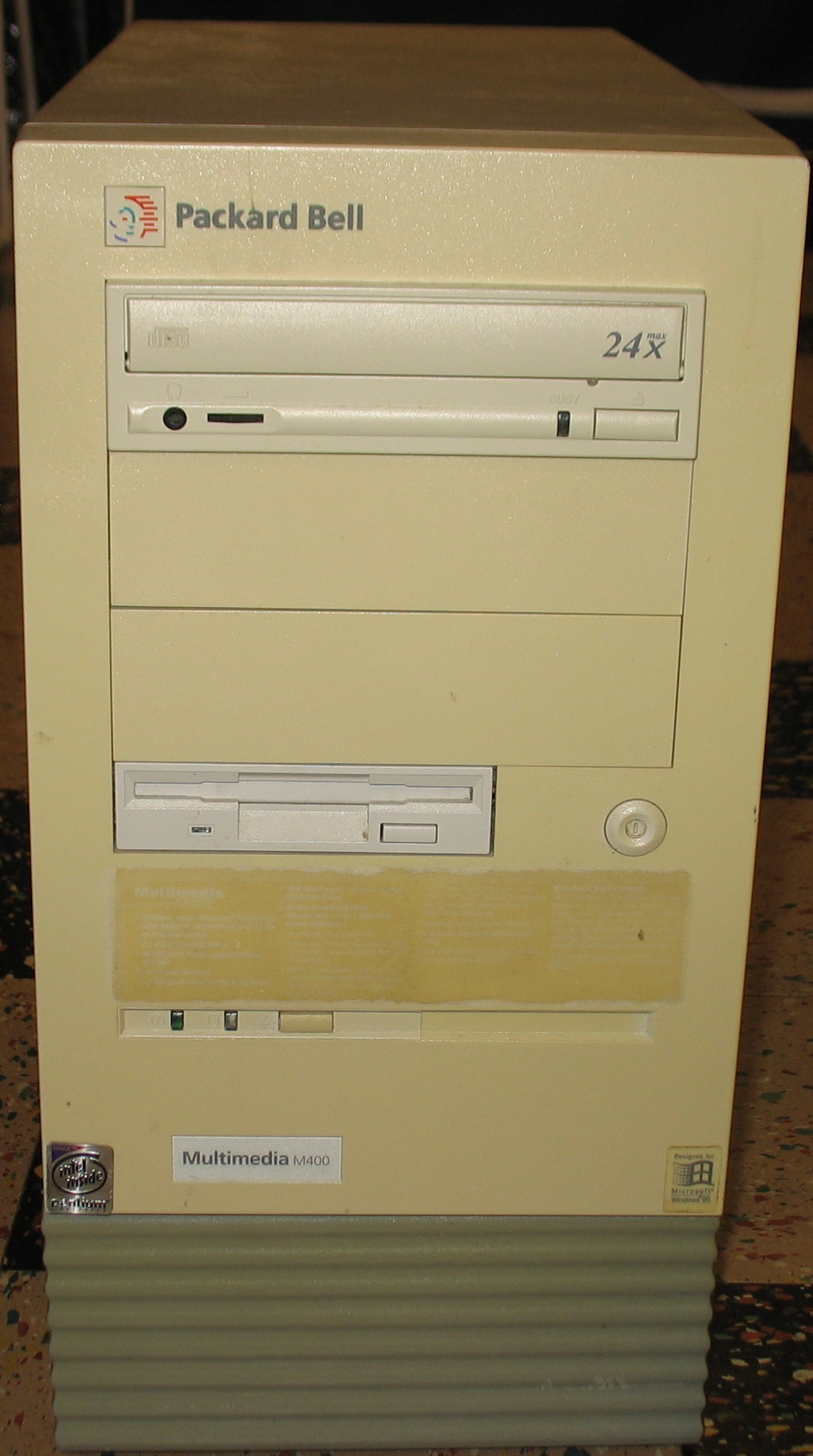
Un Packard Bell M400 (Multimedia)

La gamme des PC de marque Packard Bell se décline en divers noms :
- Dot (Netbooks)
- Easynote (Notebooks)
- Start (Bureautique)
- Media (Multimédia)
- Xtreme (Performances)
- Power ( PC puissants pour les jeux)

### Logiciels sur les ordinateurs grand public
Packard Bell fournit ses ordinateurs grand public avec le système d'exploitation Microsoft Windows sur la plupart des ordinateurs qui sortent de ses usines : au début avec Windows 95, puis Windows 98 et XP, puis avec Vista, 7, et puis 8. 
Pour les ordinateurs haut de gamme multimédia, à l'époque il était vendu une suite complète de périphériques (imprimante, scanner noir et blanc faisant fax), ainsi que le choix de démarrer par Windows 95 ou par une interface propre au constructeur.
Pour la bureautique, une version limitée en temps de Microsoft Office est parfois installée, utilisation limitée en temps (par exemple durant 2 mois).
Packard Bell installe par ailleurs un certain nombre d'autres logiciels propriétaires : 
- pour la sécurité Symantec, utilisation limitée en temps (par exemple à 2 mois)
- pour graver des CD-ROM et des DVD Nero, utilisation limitée en temps (par exemple à 2 mois)

## Autres produits
Packard Bell a montré son intérêt dans des produits divers, tel que des moyens de stockage, lecteurs MP3, des téléviseurs.